# Dansk Filmrevy 1941-1942
Dansk Filmrevy 1941-1942 er en dansk dokumentarfilm fra 1942 med ukendt instruktør.

## Handling
Kong Christian 10. holder fødselsdag i Sorgenfri slotspark med børnebørnene. Den 26. september 1941 rider Kong Christian 10. igennem det flagsmykkede København og bliver hyldet, og sammen med Dronning Alexandrine kører han senere i åben bil. Studentersangerne synger Der er et yndigt land som akkompagnement til billeder af Danmarks natur. Prins Valdemars begravelse 14. januar 1939: båren føres fra Holmens Kirke i København til det ventende tog, der bringer båren til Roskilde Domkirke. Statsminister Thorvald Staunings død 3. maj 1942 og bisættelse.